# Nifar (przystanek kolejowy)
Nifar (ukr. Ніфар) – przystanek kolejowy w miejscowości Niżyn, w rejonie niżyńskim, w obwodzie czernihowskim, na Ukrainie. Położony jest na linii Czernihów – Niżyn.
Nazwa pochodzi od pobliskiej fabryki farb i lakierów Nifar.